# Problemy Zjawisk Nieznanych
Problemy Zjawisk Nieznanych – miesięcznik wydawany przez Wielkopolskie Stowarzyszenie Psychotroniczne w latach 1985–1989. Zamieszczał głównie teksty polskich autorów oraz przedruki z prasy zagranicznej. W czasopiśmie swoje teksty drukowali również: Leszek Matela, doc. dr hab. Roman Bugaj, prof. Julian Aleksandrowicz, prof. Honorata Korpikiewicz. Czasopismo zamieszczało teksty z zakresu antropozofii, biotroniki, psychotroniki i radiestezji.
Redaktorem naczelnym czasopisma był dr Franciszek Pawęski. Miesięcznik redagował zespół w składzie: Teresa Barałkiewicz, Janusz Kocięcki i Janusz Woch.